# 世代間倫理
世代間倫理（せだいかんりんり, intergenerational ethics）とは、年齢の異なる世代や生存していない過去・未来の世代の間で、義務や権利、倫理を主張する考え方。哲学者・応用倫理学者の加藤尚武が、環境問題においては環境倫理学の3つの基本主張の1つとして説明したことにより、広く知られるようになった。英語では、「世代間正義(intergenerational justice)」、「世代間衡平（性）(intergenerational equity)」などと呼ばれる。世代間倫理とは、「現在を生きている世代は、未来を生きる世代の生存可能性に対して責任がある」という考え方だとされる。この記事ではこれについて述べる。

## 世代間倫理の根源
ひとりひとりの人間は、さまざまな事物に経済的価値、健康・快楽といった幸福などの、価値を認めている。それは各人間や人類全体が幸福に生きていくという目的につながる。この達成において、環境問題は足かせとなると考え、そこで、自然や資源に価値を認めてそれを守るという目的を見出し、2つの価値や目的を比較しながら考え行動していくことで、足かせを無くそうというのが「自然の生存権」や「地球有限主義」である。そして、これらを長期的視点で考えようというのが「世代間倫理」である。持続可能性と深く関連した考え方である。
深く論議していくと論理的矛盾も出てくるが、「現在世代の未来世代への責任」はある程度受け入れられている。世代間倫理は、現在を生きている人類が、環境問題の解決に当たって、先延ばしせず責任を持って行動するための根拠となる。

## 世代間倫理の矛盾
世代間倫理では、いくつかの議論点が挙げられる。
- すでに亡くなっている過去世代、今生存している現在世代、まだ生まれていない未来世代という、同時に存在できない世代間で、義務や権利を決めたり、契約を結んだりできないので、お互いに倫理を主張することはできない。
- 過去世代が環境に対して負担をかけてきた責任を現在世代や未来世代が負うということは、世代間倫理に矛盾する。
- 未来世代の生存可能性とは具体的にどのようなもので、どれくらい責任を負うべきか。